# Elytranthe pseudopsilantha
Elytranthe pseudopsilantha là một loài thực vật có hoa trong họ Loranthaceae. Loài này được Rajasek. mô tả khoa học đầu tiên năm 1986.